# Cavallasca
Cavallasca (Cavalasca in dialetto comasco, AFI della pronuncia locale: [kavaˈlaʃka]) è una frazione di 2 722 abitanti del comune di San Fermo della Battaglia in provincia di Como, in Lombardia.

## Geografia fisica
Cavallasca sorge nel mezzo di un sistema collinare tra Como e Varese, a una quota che oscilla attorno ai 400 m d'altezza rispetto al livello del mare e che ha il suo picco nei 614 m della vetta del Monte Sasso, situato sul confine italo-svizzero.
I rilievi su cui sorge il paese risultano essere gli ultimi verso la vallata del Po.
Il sistema collinare è costituito da rocce sedimentarie che hanno avuto origine in un accumulo di detriti di natura e dimensioni diverse, soprattutto gonfolite. Dal momento che tali elementi rocciosi sono tenuti insieme da una sorta di cemento naturale calcareo-ferrifero o siliceo, il terreno è caratterizzato dall'infiltrazione di falde acquifere, prevalentemente di origine sorgiva.
Sul territorio sono note due sorgenti. La prima di esse nasce all’Olcellera ed è ricca di calcare contenente ferro e magnesio. La seconda, situata in località Colombirolino sul pendio meridionale del Monte Sasso, dà origine al fiume Seveso che da piccolo ruscello si trasforma, a poca distanza dalla chiesa parrocchiale, in un torrente che attraversa la strada provinciale e tutto il paese. Da Cavallasca, il Seveso prosegue poi in direzione sud-est verso il nuovo ospedale Sant'Anna, per poi dirigersi verso la Brianza ove diventa un vero e proprio fiume che, nella zona nord di Milano, confuisce nel Naviglio della Martesana.

## Origini del nome
Sull'origine del toponimo "Cavallasca" sono state formulate due ipotesi. Secondo la prima, il nome deriverebbe dal celtico e sarebbe la composizione delle parole kava, ossia "vangare/scavare" e asgall (da asha, cioè "rifugio"). La seconda ipotesi, che prevede un'origine dal latino volgare, fa risalire l'origine al termine caballus (ossia "cavallo") con l'aggiunta della terminazione '"-asca o -asco tipica di località poste in altura.

## Storia
In seguito alla fondazione di Novum Comum, nel 59 a.C., da parte di Giulio Cesare, è probabile che Cavallasca rientrasse tra le località scelte dai patrizi romani per costruirvi le proprie ville. La presenza dei Romani è attestata dalla scoperta di alcune sepolture.
La prima testimonianza certificata dell'esistenza di Cavallasca risale alla fine dell'XI secolo, quando l'ex-arciprete della chiesa di Cavallasca Guido Grimoldi fu elevato a vescovo di Como. Sotto l'episcopato del Grimoldi, il centro di Cavallasca fu coinvolto nella guerra decennale.
Tra il 1295 e il 1510 non si registrano particolari menzioni storiche di Cavallasca, che seguì le sorti di Como all'interno dello stato milanese prima dominato dai Visconti e poi dagli Sforza. Nel 1510, Cavallasca fu colpita dai saccheggi attuati da parte delle truppe svizzere che avevano invaso la Lombardia.
A partire dal 1526, con la dominazione spagnola sulla Lombardia, il territorio di Cavallasca visse circa due secoli di pace e stabilità.
Nella metà del XVI secolo, la nobile famiglia milanese degli Imbonati si stabilì a Cavallasca. Nel 1631 Giuseppe Maria Imbonati, nato a Cavallasca, estese le sue proprietà insieme al fratello Carlo, che costruì "Villa Imbonati".
Nel corso del XVIII secolo, Cavallasca fu scelta come luogo di residenza e villeggiatura anche da esponenti delle nobili famigli milanesi degli Archinto, dei Della Porta, dei Parravicino e degli Imbonati.
Nel 1859 Cavallasca ospitò il quartier generale di Garibaldi, che a poco più di 1 km dal centro fu impegnato nella battaglia di San Fermo.
Durante la prima guerra mondiale, Cavallasca fu uno dei perni difensivi d’Italia per la difesa sul confine svizzero, mediante la costruzione di trincee sul Monte Sasso, molte delle quali ancora visibili all’interno del Parco Regionale della Spina Verde. Le trincee fanno parte delle fortificazioni della Frontiera Nord, costruite per difendere il confine nord nel caso in cui gli imperi centrali, Austria e Germania, avessero tentato un attacco attraverso la neutrale Svizzera.
Durante il periodo fascista, nel 1928, i comuni di Cavallasca, Parè e Drezzo furono uniti in un unico complesso amministrativo chiamato Lieto Colle, nome che pare essere stato suggerito da Margherita Sarfatti a Mussolini in uno dei frequenti soggiorni a Cavallasca.
Cavallasca tornò comune autonomo nel 1956.
A seguito di un referendum popolare, il 9 ottobre 2016 è stato deciso lo scioglimento del comune, che è stato incorporato tramite fusione per incorporazione a partire dal 1º gennaio 2017, nel limitrofo comune di San Fermo della Battaglia.
Dall'8 maggio 2017, Poste Italiane ha assegnato un nuovo codice di avviamento postale a San Fermo della Battaglia e la relativa località Cavallasca: 22042.

### Simboli

Stemma del Comune di Cavallasca, fino al 2016

Lo stemma e il gonfalone del comune erano stati concessi con DPR del 22 luglio 1991.
La lettera C era l'iniziale del toponimo; i bisanti, simili a monete d'oro, simboleggiavano il benessere che gli abitanti seppero raggiungere il loro lavoro; il cavallo alludeva ad una probabile etimologia del nome Cavallasca.
Il gonfalone era un drappo partito di giallo e di verde.

## Monumenti e luoghi d'interesse

### Architetture civili

#### Villa Imbonati
Ultimata nel 1656 (o 1651, data riportata in cima a un portale che conduce alle ex-scuderie), Villa Imbonati fu arricchita di notazioni artistiche e munita di curiosi sistemi di ingegneria idraulica.
Sotto l'impulso degli Imbonati, nel XVIII secolo Villa Imbonati divenne un importante centro culturale. Nello specifico, il conte Giuseppe Maria Imbonati era solito ospitare presso la villa adunanze di illustri letterati appartenenti all'Accademia dei Trasformati, di cui egli era il mecenate. Tra gli ospiti della villa si ricordano Pietro Verri, Cesare Beccaria, Giuseppe Parini e Alessandro Manzoni. A questo periodo risale la pavimentazione a piccoli ciottoli del piano terra.
All'inizio dell'800, la proprietà passò dagli Imbonati agli esponenti della famiglia Butti, che dotarono la villa di una nuova ala. Tra questi ultimi si ricorda Giuseppe Butti, detto anche "Peppớt", sindaco di Cavallasca dal 1871 al 1894, il quale accolse don Pietro Buzzetti, importante parroco di Cavallasca e nipote di don Guanella. Giuseppe Butti inoltre ospitò spesso in Villa Imbonati l’amico Luigi Pirandello. La villa passò poi nelle mani del barone belga Bayet, a cui si deve la presenza di essenze esotiche nel giardino della villa  Villa Imbonati è infatti circondata da un parco a terrazze composto da un giardino all'italiana, risalente alla metà del Settecento, e da un giardino all'inglese, realizzato nei primi decenni del Novecento. All'interno del giardino trovano posto due esemplari storici di Liriodendron tulipifera e Catalpa bignonioides.
Esternamente, la villa si presenta come un edificio a pianta rettangolare, collocata in posizione dominante su un terrazzo che ospita il giardino.
All'interno della villa, uno scalone d'onore e soffitti lignei di pregio a cassettoni, oltre a una serie di cicli pittorici parietali a tema mitologico e biblico. Un salone al pianterreno presenta un pavimento a ciottoli e pareti con decorazioni a spugna e conchiglie.
Fino all'incorporazione con San Fermo della Battaglia, Villa Imbonati fu sede municipale e della Biblioteca Comunale di Cavallasca. La villa ospita la sede del Parco regionale Spina Verde.

#### Villa del Soldo
Nella zona occidentale di Cavallasca si trova Villa del Soldo (detta anche "il Soldo"), già proprietà di Margherita Sarfatti.
Tra gli ospiti della Sarfatti vi furono, tra gli altri, Antonio Sant'Elia, Giuseppe Terragni, Umberto Boccioni, Gabriele D'Annunzio e gli scrittori comaschi Carla Porta Musa e Carlo Linati.

#### Altre architetture civili
- Villa Archinto, edificio in stile neoclassico dotato di frontone[20] e inserito in un vasto parco esotico[22][20]
- Residenza del Colombirolo e corte del Colombirolino, edifici rurali che devono il proprio nome ad antiche attività di avicoltura[20]
- Antica nevera[23] (ghiacciaia)

### Architetture religiose

#### Chiesa di San Michele Arcangelo

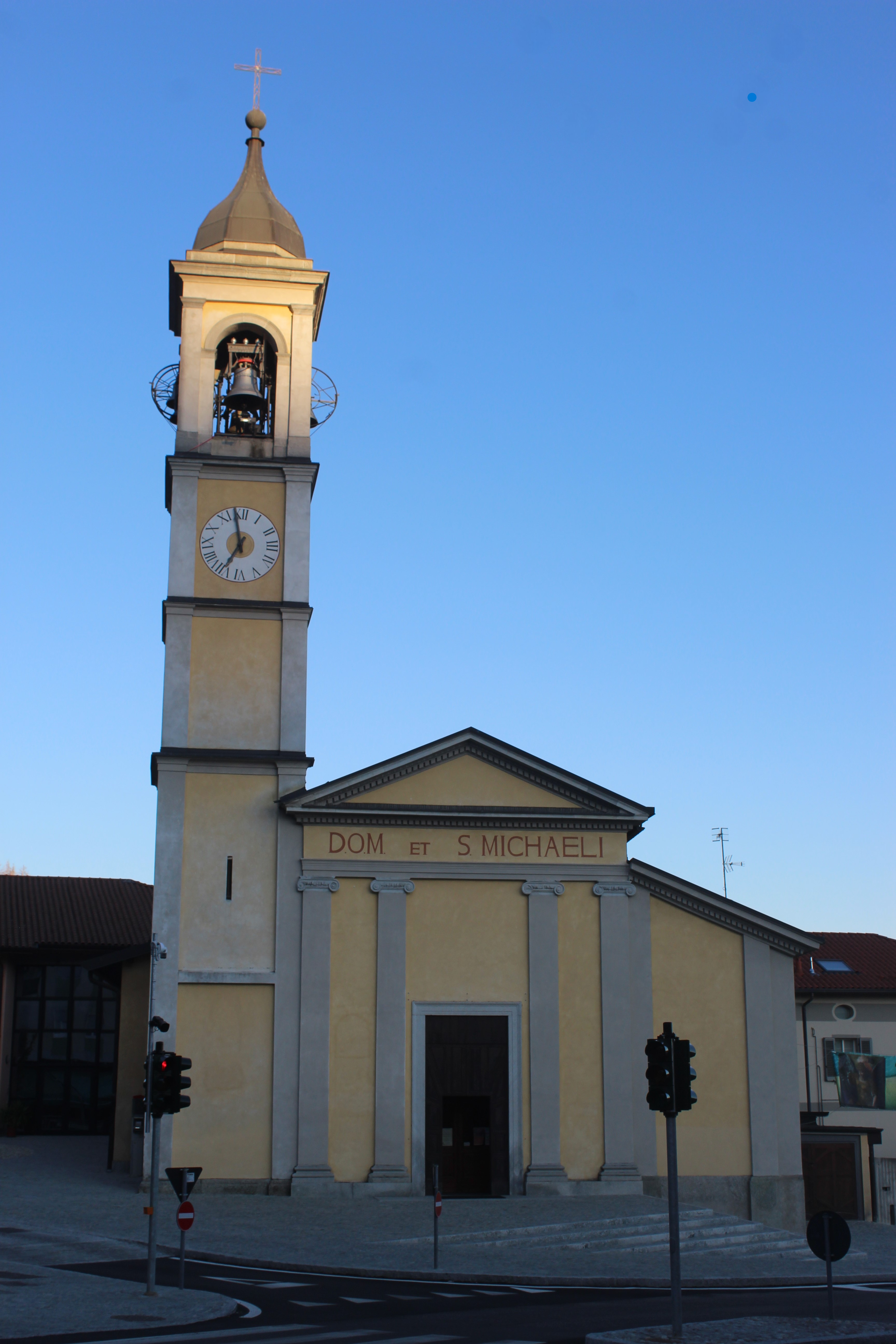
Chiesa di San Michele

La chiesa parrocchiale di Cavallasca, dedicata a san Michele arcangelo, si presenta oggi nelle sue forme settecentesche.
Un'attestazione dell'esistenza della chiesa si ha tuttavia già verso la fine del XVI secolo, con la visita pastorale da parte del vescovo Ninguarda alle parrocchie della pieve di Zezio. Nel 1768, la visita pastorale da parte del vescovo Giambattista Mugiasca rivelò come la giurisdizione religiosa della parrocchiale di Cavallasca si estendesse agli oratori pubblici dei Santi Carlo e Antonio di Padova in Sottovigna (di giuspatronato del conte Giuseppe Maria Imbonati), della Beata Vergine Maria Assunta in Cielo in località Dasia (di giuspatronato del conte Nicolò Porta di Como) e all’oratorio privato sito in Villa Imbonati.
Al suo interno, la chiesa conserva dipinti sette-ottocenteschi e un altare marmoreo dotato di balaustra.

#### Oratorio di San Carlo Borromeo e Sant'Antonio da Padova
Alle spalle della chiesa di San Michele Arcangelo e di fronte a Villa imbonati si trova l'oratorio di San Carlo Borromeo e Sant'Antono di Padova, noto anche come oratorio di San Carlo. Al suo interno, l'oratorio conserva stucchi realizzati nella seconda metà del XVII secolo da Agostino Silva, scultore di Morbio. Gli stucchi sono oggetto di una campagna di restauro avviata nel 2016.

#### Chiesa di San Rocco
Detta anche "chiesetta dei pittori", la chiesa di San Rocco si trova in località Colombirolino, ai confini del Parco Regionale Spina Verde.
La chiesa fu costruita nel 1857, al termine di un'epidemia di colera. Consacrata l'anno successivo, la chiesa fu eretta in sostituzione di una precedente cappelletta del 1826, situata nel luogo in cui erano stati sepolte le vittime della peste del 1630. Come testimoniato da una lapide collocata sopra al portale d'ingresso, la chiesa di San Rocco fu costruita come ex-voto in ringraziamento al fatto che, secondo la popolazione, l'intercessione dei morti per contagio nella suddetta pestilenza avrebbe nel corso dei secoli salvato l'abitato da altre epidemie.
Nei periodi siccitosi, la chiesa fu meta di rogazioni.
Sopraelevata rispetto a livello stradale, la chiesa si trova in prossimità del corso del fiume Seveso.
Si tratta di un edificio di color rosa, con quattro lesene gialle ai lati del portone d'ingresso. La facciata è movimentata da due cavità blu, ognuna delle quali è situata tra due delle lesene. La parte superiore della facciata termina con un frontone triangolare, al di sopra del quale si staglia un campanile a vela. I decori della porta sono in rame e rappresentano San Rocco.
Il soprannome "chiesetta dei pittori" deriva dal fatto che, nel corso di una campagna di restauri avviata nel 1978, furono chiamati ben 14 diversi artisti per decorare le 14 stazioni della Via Crucis; tali opere pittoriche vennero eseguite nel corso dell'anno successivo.

## Società

### Evoluzione demografica
Abitanti censiti

## Economia
Territorio per secoli di vocazione agricola, dagli inizi del XX secolo Cavallasca ospitò una fiorente industria serica che - già nei primi anni dello stesso secolo - poteva contare sulla presenza di sedici telai meccanizzati.
Fino al 1948 fu inoltre attiva la ditta Orsi, azienda milanese produttrice di strumenti musicali a fiato; alla chiusura della ditta, il know-how dell'azienda venne sfruttato da alcuni artigiani locali e dei paesi limitrofi, i quali si misero in proprio dando vita ad attività imprenditoriali che sopravvivono in parte ancora oggi.
Numerosi i pendolari che convergono su Como, così come i frontalieri.

### Esplicative
1. ↑  ortografia moderna

### Bibliografiche
1. ↑  Dato Istat - Popolazione residente al 31 dicembre 2010.
2. ↑   Classificazione sismica (XLS), su rischi.protezionecivile.gov.it.
3. ↑   Tabella dei gradi/giorno dei Comuni italiani raggruppati per Regione e Provincia (PDF), in Legge 26 agosto 1993, n. 412, allegato A, Agenzia nazionale per le nuove tecnologie, l'energia e lo sviluppo economico sostenibile, 1º marzo 2011,  p. 151. URL consultato il 25 aprile 2012 (archiviato dall'url originale il 1º gennaio 2017).
4. ↑   VAS di San Fermo della Battaglia, su comune.sanfermodellabattaglia.co.it.
5. 1 2 3 4 5 6 7 8 9 10 11 12 13 14 15 16 17 18 19 20   Comune di Cavallasca, su halleyweb.com. URL consultato il 18 febbraio 2020.
6. 1 2 3 4 5 6  Manzoni, Cavallasca, p. 32.
7. 1 2 3  Borghese, p. 161.
8. 1 2 3 4   Comune di Cavallasca - Storia, su italiapedia.it. URL consultato il 18 febbraio 2020.
9. 1 2 3 4 5  Manzoni, Cavallasca, p. 34.
10. ↑   Fusioni: negli ultimi 15 anni scomparsi 12 comuni, in Corriere di Como. URL consultato il 2 dicembre 2016 (archiviato dall'url originale il 28 novembre 2016).
11. ↑   Cambiamento CAP (PDF) [collegamento interrotto], su Comune di San Fermo della Battaglia.
12. ↑   Cavallasca, decreto 1991-07-22 DPR, concessione di stemma e gonfalone, su Archivio Centrale dello Stato.
13. ↑   Cavallasca, su Stemmi dei Comuni della Provincia di Como.
14. 1 2  Belloni et al., p. 248.
15. 1 2  TCI, Guida d'Italia [...], p. 284.
16. 1 2 3 4 5  Langè, p. 262.
17. 1 2 3 4  Manzoni, Arte: ville e chiese, p. 44.
18. 1 2 3 4 5 6   Il Parco Più Bello, su ilparcopiubello.it. URL consultato il 18 febbraio 2020.
19. ↑   Villa il Soldo, Via Cavour - Cavallasca (CO), su Architetture – Lombardia Beni Culturali. URL consultato il 12 febbraio 2020.
20. 1 2 3 4 5 6 7 8  Manzoni, Arte: ville e chiese, p. 46.
21. 1 2 3   Visita a Villa del Soldo con FAI Como, su CiaoComo, 12 giugno 2017. URL consultato il 29 maggio 2025.
22. 1 2  Manzoni, Conoscere [...], p. 13.
23. ↑  Manzoni, Cavallasca, pp. 32-33.
24. ↑   Storia della parrocchia [collegamento interrotto], su comune.cavallasca.co.it.
25. 1 2   Redazione, Chiesa San Michele Arcangelo, su Parrocchia San Michele - Cavallasca, 1º marzo 2016. URL consultato il 18 febbraio 2020.
26. ↑   Oratorio di S. Carlo Borromeo e S. Antonio da Padova, Via San Fermo - Cavallasca (CO), su Architetture – Lombardia Beni Culturali. URL consultato il 18 febbraio 2020.
27. ↑   San Carlo, restauro a costo zero Cavallasca ringrazia gli svizzeri, su laprovinciadicomo.it. URL consultato il 18 febbraio 2020.
28. ↑   Chiesa di S. Rocco, Via alla Torre - Cavallasca (CO), su Architetture – Lombardia Beni Culturali. URL consultato il 18 febbraio 2020.
29. 1 2 3 4 5  Manzoni, Arte: ville e chiese, p. 60.
30. 1 2 3 4 5 6   Redazione, Chiesa di San Rocco, su Parrocchia San Michele - Cavallasca, 1º marzo 2014. URL consultato il 18 febbraio 2020.
31. ↑  Dati tratti da:
  -  Popolazione residente dei comuni. Censimenti dal 1861 al 1991 (PDF), su ebiblio.istat.it, ISTAT.
  -  Popolazione residente per territorio - serie storica, su esploradati.censimentopopolazione.istat.it.
Nota bene: il dato del 2021 si riferisce al dato del censimento permanente al 31 dicembre di quell'anno.